# Maurizio Pirovano
Maurizio Pirovano (Lecco, 12 ottobre 1974) è un cantautore italiano.
Il suo stile unisce sonorità rock d'oltre oceano a testi ispirati al cantautorato nazionale.

## Biografia
Nel 2009 ha pubblicato il suo primo album, Il tempo stringe, che contiene cinque brani inediti. L'esordio ufficiale dal vivo è avvenuto l'8 agosto 2009 nella piazza di Albenga, in occasione del Festivalmar.
Due anni dopo è uscito il suo secondo album in studio, Non disturbiamo la televisione. Con la quarta traccia dell'album, C'hai ragione te, ha partecipato al Festival di San Vincent, ottenendo il secondo posto.
Nel 2013 ha pubblicato Un giorno qualunque, album in cui le sonorità si fanno meno cantautorali e più rock, svolta confermata dal quarto album, "La pelle racconta", uscito nel 2015.
Nel febbraio 2017 Maurizio ha vinto il premio Vinile d'Argento con la canzone Il mondo di Jimmy Fontana. A maggio dello stesso anno ha presentato il suo quinto album, Il tempo perduto, il cui tema è quello del non rimpiangere il tempo perduto e non guardare la vita da uno schermo, perché il tempo di una vita è la sola cosa di cui siamo veramente padroni. L'album è stato presentato con un tour italiano comprendente anche un concerto il 4 luglio al Pistoia Blues Festival. Il tempo perduto ha ricevuto, nell'ambito del Premio Lunezia, un riconoscimento da parte della Pro Loco di Marina di Carrara. A Dicembre dello stesso anno l'album è stato insignito del premio Lucio Battisti per il concorso "Emozioni Live" a Sanremo, condotto da Jo Squillo e andato in onda su Rete 4. Sempre nello stesso periodo il disco ha vinto anche il premio come Migliore album rock 2017 per Ora Musica.
L'8 gennaio 2018 è uscito il video de Il tempo perduto, secondo singolo che ha dato il titolo all'ultimo album. Il video vede Maurizio Pirovano mentre si muove nei canali e nelle vie di Venezia. Il pezzo viene suonato live anche il 30 maggio 2018 nello Stadio Luigi Ferraris di Genova, in apertura alla 27ª edizione della Partita del cuore e vince il premio miglior fotografia per il video a Sanremo 2019.
Il 7 luglio 2019 partecipa per la seconda volta al "Pistoia Blues Festival".
Sempre a Roma, stavolta nella prestigiosa cornice istituzionale del Campidoglio, il 25 novembre 2019 il video di Passo dopo passo è stato selezionato e premiato fra i migliori video sul tema della Violenza contro le donne nel corso del convegno Donne d'amore.
Il 10 febbraio 2020 è uscito il nuovo singolo Nell'anno del Signore. Tratta di un soldato al fronte durante la Prima guerra mondiale. Pezzo fortemente rock con influenze elettroniche.
Domenica 31 ottobre 2021, a Roma presso il Teatro degli Eroi, durante il Vinile D'Argento 2021, Pirovano si è aggiudicato il Premio per il miglior testo per l'inedito Facciamo la pace, il Premio per la Miglior Interpretazione ed il Premio per la Canzone più Radiofonica, inoltre si piazza al terzo posto per il suo videoclip.
Il 24 gennaio 2022 è uscito il sesto album in studio, intitolato Adesso. L'album è stato registrato al Alaripark Studios di Cernusco sul Naviglio, con la produzione artistica di Gianluca del Fiol e di Lorenzo Cazzaniga. Il 24 gennaio è uscito anche il secondo singolo estratto dal nuovo album Adesso. Il singolo Facciamo la pace è una canzone che nasce come motivo di conforto per una cara amica di Maurizio Pirovano e racconta di un addio che una figlia rivolge al padre per mezzo di una ballata rock.
Il 13 giugno 2022 è uscito il nuovo singolo Lentamente ti avvicini. Il video musicale che lo accompagna è stato realizzato dal regista Luca Marcello Adami, girato fra Verona, Villafranca di Verona e Custoza ed è uscito in anteprima su Sky TG24 l'8 luglio 2022.
Il 16 luglio 2022 Maurizio Pirovano partecipa al Chiaribluesfestival.
Il 23 luglio 2022 viene premiato per la sua carriera al Festovalestivo di Piombino.
Il 13 febbraio 2023 è uscito nelle radio il nuovo singolo Adesso, il quarto singolo estratto dall’ultimo progetto discografico del cantautore lecchese, che esplora i dubbi della paternità con la metafora di un essere venuto da un altro mondo. Il video è uscito in anteprima su TGcom24
Il 22 maggio 2023 a Roma presso la sala della Protomoteca in Campidoglio il Videoclip del singolo Lentamente ti avvicini viene premiato come miglior video nel corso della manifestazione internazionale "Donne d'Amore" in sostegno della violenza contro le donne promosso dalla Regione Lazio e da Roma Capitale.
Nell'estate 2023 partecipa per la terza volta al Pistoia Blues Festival. al Moonland Festival di Sarzana e al festival di "Imola In Musica".
Il 5 febbraio 2024 inizia la rotazione musicale del nuovo singolo "Un istante" che viene contemporaneamente presentato tramite un radio tour nella cornice di Sanremo 2024.
Il videoclip di "Un istante" viene ufficialmente pubblicato il 2 marzo..
Il 13 Febbraio 2025 esce il nuovo singolo " Ricordati chi sei " a cui seguirà, nel mese di Luglio, l'uscita del videoclip, uscito in anteprima su Sky Tg 24.

## Gruppo di supporto

### Membri attuali
- Gianluca Del Fiol - chitarra
- Federico Paulovich - batteria
- Maurizio Cambianica - basso[21]

### Ex membri
- Beniamino Valeriano - chitarra, basso
- Roberto Ruffo - chitarra
- Alessandro Sironi - batteria
- Antonio Marinelli - chitarra

## Discografia

### Album in studio
- 2009 - Il tempo stringe (Latlantide)
- 2011 - Non disturbiamo la televisione (Latlantide)
- 2013 - Un giorno qualunque (Latlantide)
- 2015 - La pelle racconta (Latlantide)
- 2017 - Il tempo perduto (Latlantide)
- 2022 - Adesso (Latlantide)